# N. P. van Wyk Louw
Pour les articles homonymes, voir Louw.
Nicolaas Petrus van Wyk Louw (né le 11 juin 1906 et mort le 18 juin 1970) est un poète d'Afrique du Sud, issu de la communauté afrikaner. N. P. van Wyk Louw a été un des plus importants écrivains de langue afrikaans de sa génération. Il décrivit notamment l'afrikaans comme un pont entre l'Europe et l'Afrique. 
Connu sous ses initiales de N. P. van Wyk Louw, il est le frère ainé du poète W. E. G. Louw et le cadet d'une famille de 4 enfants.

## Biographie
Il quitta l'arrière pays de la province du Cap pour la ville même du Cap à l'âge de 14 ans. Il effectua des études supérieures à l'université du Cap et fut diplômé en allemand. Il devint par la suite enseignant à l'université du Cap. 
N. P. van Wyk Louw était l'un des chefs de file du mouvement littéraire des Dertigers dans les années 1930 qui s'interrogeait sur le sens de la vie et témoignait de l'inquiétude d'un peuple à la recherche de ses repères. Il est notamment l'auteur d'un volume de poèmes en 1935 intitulé Alleenspraak (« Monologue »), d'une autre collection en 1937 intitulée Die halwe kring (« Le demi-cercle »), de Raka (1941),un long poème épique sur une tribu congolaise ayant une croyance mystique en un être mi-humain mi-animal et un drame en vers intitulé Germanicus (1956). 
De 1949 à 1958, il fut professeur en langue afrikaans à l'université d'Amsterdam. Il termina sa carrière académique à l'université du Witwatersrand comme directeur du département de langue afrikaans et néerlandais.
Il reçoit cinq fois le prix Hertzog et reçoit à titre posthume l'Ordre de l'Ikhamanga, échelon or, en 2005.